# 福山市立東朋中学校
福山市立東朋中学校（ふくやましりつ とうほうちゅうがっこう）は、広島県福山市幕山台にある中学校である。2016年には、創立30周年の節目を迎えた。

## 概要
- 同校は、福山市内で最東端に位置する中学校で、岡山県境に接する学区である[2]。
- 同校は、1987年（昭和62年）に福山市の発展により新興住宅地化される団地内に、福山市立培遠中学校および福山市立鳳中学校から分離開校した[2]。
- 同校は、平成の大合併以前の福山市内で26番目に開校した中学校で、同市内の入学試験を実施しない中学校としては2番目に新しい[4]。

## 沿革

### 開校以前
- 1985年（昭和60年）
  - 福山市立培遠中学校と福山市立鳳中学校の生徒増加対策により、 福山市立東朋中学校 を約2.2haの敷地である現在地で着工[4]。

### 開校以後
- 1987年（昭和62年）
  - 4月1日 --- 同校が、福山市立培遠中学校と福山市立鳳中学校より分離開校[3]。
  - 4月6日 --- 同校の開校式を挙行[4]。
  - 第一回入学式を挙行[3]。
  - 生徒会とPTAを結成[3]。
  - 校旗と校歌を制定[3]。
- 1988年（昭和63年）
  - PTAが同校東側にある正門を寄付[3]。
  - 同窓会を結成[3]。
- 1989年（平成元年）
  - 普通教室と美術室がある南館を増築。
  - 陶芸窯を設置[3]。
- 1991年（平成3年）
  - 部室と更衣室を増築[3]。
- 1992年（平成4年）
  - コンピューター室とプールがある南館を増築[3]。
- 1995年（平成7年）
  - 男子バレーボール部が第25回全日本中学生バレーボール選手権に出場。同大会では3位入賞[3]。
- 1996年（平成8年）
  - 同校が創立10周年となり、記念バザーを開催[3]。
- 1997年（平成9年）
  - 制服を改定[3]。
- 1998年（平成10年）
  - 陸上競技部が第6回全国中学校駅伝大会に出場。同大会では6位入賞[3]。
- 2001年（平成13年）
  - 12月6日 -- 2年半に渡り中学校学習指導要領で定められた本来50分間の授業が、許可なく5分短縮されていた問題が発覚[5][6][7][8][9][注 1]。
- 2002年（平成14年）
  - 校内LANの設置工事[3]。
- 2003年（平成15年）
  - 校内LANを光ファイバーに改修[3]。
- 2006年（平成18年）
  - 同校が創立20周年となり、記念式典を開催する。
  - 応援団法被を作成[3]。
  - 体操服を変更[3]。
- 2007年（平成19年）
  - 同校裏門である西門を設置[3]。
- 2008年（平成20年）
  - 文部科学省「全国学力学習状況調査を活用した学校改善の推進に係る実践研究事業」調査活用協力校指定[3]。
- 2011年（平成23年）
  - 広島県中学校教育研究会生徒指導部会研究大会開催[3]。
- 2013年（平成25年）
  - 広島県生徒指導集中対策プロジェクト指定校[3]。
- 2014年（平成26年）
  - 広島県生徒指導実践指定校[3]。
- 2015年（平成27年）
  - 広島県学力向上チャレンジ校事業指定校[3]。
- 2016年（平成28年）
  - 広島県学力向上チャレンジ校事業指定校[3]。

### 歴代校長
| 代数 | 氏名        | 発令年月日               | 前職                     | 後職                         | 脚注                 |
| ---- | ----------- | ------------------------ | ------------------------ | ---------------------------- | -------------------- |
| 01   | 萩原 國夫   | 1987年（昭和62年）4月1日 | 福山市立培遠中学校校長   | 退任                         | [ 10 ] [ 11 ]        |
| 02   | 小笠原 睦彦 | 1989年（平成元年）4月1日 | 福山市立城南中学校教頭   | 退任                         | [ 11 ] [ 12 ] [ 13 ] |
| 03   | 三原 英世   | 1992年（平成04年）4月1日 | 福山市立精華中学校教頭   | 退任                         | [ 13 ] [ 14 ] [ 15 ] |
| 04   | 平 逸雄     | 1998年（平成10年）4月1日 | 福山市立東朋中学校教頭   | 福山市立精華中学校校長       | [ 15 ] [ 16 ] [ 17 ] |
| 05   | 岩本 信幸   | 1999年（平成11年）4月1日 | 福山市立加茂中学校校長   | 退任                         | [ 17 ] [ 18 ]        |
| 06   | 井上 勝司   | 2002年（平成14年）4月1日 | 福山市体育振興事業団職員 | 福山市立城北中学校校長       | [ 18 ] [ 19 ]        |
| 07   | 山口 哲治   | 2007年（平成19年）4月1日 | 広島県教育委員会職員     | 広島県立福山商業高等学校校長 | [ 19 ] [ 20 ]        |
| 08   | 青山 真治   | 2010年（平成22年）4月1日 | 福山市教育委員会職員     | 福山市立駅家南中学校校長     | [ 20 ] [ 21 ]        |
| 09   | 高橋 延昌   | 2012年（平成24年）4月1日 | 尾道市立御調中学校校長   | 福山市立東中学校校長         | [ 21 ] [ 22 ]        |
| 10   | 胃甲 登     | 2015年（平成27年）4月1日 | 福山市立加茂中学校校長   | 現職                         | [ 22 ]               |

## 象徴

### 校名の由来
- 同校の東朋という校名は、福山市で最も東の地に多くの朋（とも）が集うというところが由来である[2]。

### 校章
- 東の地にふさわしいとされる太陽がモチーフとなっている。その趣旨は沿革史に「太陽のごとく大きく力強く、太陽のごとく温かくやさしく」 と開校時の願いとして記されている[2]。

### 校歌
- 作詞者は、鹿児島県肝属郡鹿屋町出身で広島大学教育学部教授の松田芳昭である[3]。
- 作曲者は、広島大学教育学部教授の三好啓士である[3]。
- 歌詞は3番まであり、各番の終わりで学校名が入ったサビを反唱する[3]。
- ト長調で歌われている[23]。

## 部活動

### 活動中の運動部
- 男子
  - 軟式野球部[3]
  - サッカー部[3]
  - 男子バドミントン部[3]
  - 男子バスケットボール部[3]
  - 男子ソフトテニス部[3]
  - 男子陸上部[3]
  - 男子卓球部[3]
  - 男子水泳部[3]
- 女子
  - ソフトボール部[3]
  - 女子バレーボール部[3]
  - 女子バドミントン部[3]
  - 女子バスケットボール部[3]
  - 女子ソフトテニス部[3]
  - 女子陸上部[3]
  - 女子卓球部[3]
  - 女子水泳部[3]

### 活動中の文化部
- 吹奏楽部[3]
- 家庭科部[3]
- 技術部[3]
- 美術部[3]

### 廃部した部活動
- 男子バレーボール部[3]

## 学区

### 福山市立坪生小学校
- 特別な事情がない限り、福山市立坪生小学校に在籍していた児童全員が同校に進学することとなっている。以下に、同小学校の学区を構成する地域を列挙する[24][25]。

- 坪生町大字なし全域
- 坪生町一丁目の全域
- 坪生町二丁目の全域
- 坪生町三丁目の全域
- 坪生町四丁目の全域
- 坪生町五丁目の全域
- 坪生町六丁目の全域
- 坪生町南一丁目全域
- 坪生町南二丁目全域
- 坪生町南三丁目全域
- 青葉台四丁目の全域
- 東陽台一丁目の一部
- 東陽台二丁目の全域
- 幕山台一丁目の一部
- 幕山台八丁目の一部

### 福山市立幕山小学校
- 特別な事情がない限り、福山市立幕山小学校に在籍していた児童で、下記に列挙する地域の児童全員が同校に進学することとなっている[24][25]。

- 幕山台一丁目の一部
- 幕山台七丁目の全域
- 幕山台八丁目の一部

- なお、福山市立幕山小学校の児童で上記以外の地域の児童、なおかつ特別な事情なき者は隣校の福山市立鳳中学校に進学することとなっている[24][25]。

### 福山市立大谷台小学校
- 特別な事情がない限り、福山市立大谷台小学校に在籍していた児童全員が同校に進学することとなっている。以下に、同小学校の学区を構成する地域を列挙する[24][25]。

- 大谷台一丁目の全域
- 大谷台二丁目の全域
- 大谷台三丁目の全域
- 幕山台五丁目の全域
- 大門町大門一部

## 学区の地理

### 地理歴史
- 福山市立坪生小学校の学区においては、つぼう郷土史研究会という組織の手による継続的な地理歴史の研究伝承がなされている[26]。

### 公共施設
- 福山東警察署坪生駐在所
- 福山市坪生公民館
- 福山市幕山公民館
- 福山市大谷台公民館
- 福山東陽郵便局
- 福山幕山郵便局

### 宗教施設
- 西楽寺 - 高野山真言宗の寺院。
- 光榮寺 - 浄土真宗本願寺派の寺院。
- 神森神社
- 東福山ルーテル教会 - キリスト教の教会。

### 自然景観
- 山岳
  - 馬鞍山
  - 上土居山
  - 仁井山
  - 神森山
  - 清水山
- 河川
  - 竹田川

### 教育機関
- 幼稚園
  - 福山市立坪生幼稚園
  - 福山市立幕山幼稚園
  - サムエル幼稚園
- 小学校
  - 福山市立坪生小学校
  - 福山市立幕山小学校
  - 福山市立大谷台小学校

## アクセス

### 鉄道
- JR西日本山陽本線における最寄駅は、大門駅である。
  - 所在地は、広島県福山市大門町大字大門である。
  - 大門駅から同校への所要時間は、自動車で10分程度である。
- 井原鉄道における最寄駅は、御領駅である。
  - 所在地は、広島県福山市神辺町大字下御領である。
  - 御領駅から同校への所要時間は、自動車で20分程度である。

### 路線バス
- 福山駅方面へ運行されるバスの最寄バス停は、中国バス川原山団地入口である。
  - 所在地は、同校から徒歩で5分程度の福山市道である。
  - JR西日本山陽本線福山駅から、川原山団地入口までの所要時間は30分程度である。
- 大門駅方面へ運行されるバスの最寄バス停は、中国バス大門高校前である。
  - 所在地は、同校から徒歩で15分程度の福山市道である。
  - JR西日本山陽本線大門駅から、大門高校前までの所要時間は10分程度である。